# Selección de baloncesto 3x3 de los Países Bajos
La selección de baloncesto 3x3 de los Países Bajos es el equipo de baloncesto 3x3 que representa a los Países Bajos en las competiciones internacionales masculinas, organizadas y dirigidas por Nederlandse Basketball Bond.

## Participaciones

### Copa Mundial
| Año  | Pos.             |
| ---- | ---------------- |
| 2012 | No clasificó     |
| 2014 | 21°              |
| 2016 | 6°               |
| 2017 | Medalla de plata |
| 2018 | Medalla de plata |
| 2019 | 11º              |

### Campeonato Europeo
| Año  | Pos.              |
| ---- | ----------------- |
| 2014 | No clasificó      |
| 2016 | Medalla de bronce |
| 2017 | 7°                |
| 2018 | No clasificó      |

## Jugadores

### Equipo actual
| Pos. | No. | Nombre               | Fecha de nacimiento (edad)     | Altura         |
| ---- | --- | -------------------- | ------------------------------ | -------------- |
| F    | 3   | Jobse Jesper ()      | 21 de mayo de 1983 (32 años)   | 2,05 m (6' 9') |
| G    | 4   | Sjoerd van Vilsteren | -                              | 1,97 m (6' 6') |
| G    | 6   | Joey Schelvis        | -                              | 1,89 m (6' 2') |
| F    | -   | Matthew van Tongeren | 11 de agosto de 1992 (23 años) | 1,97 m (6' 6') |